# Claudia Raffelhüschen

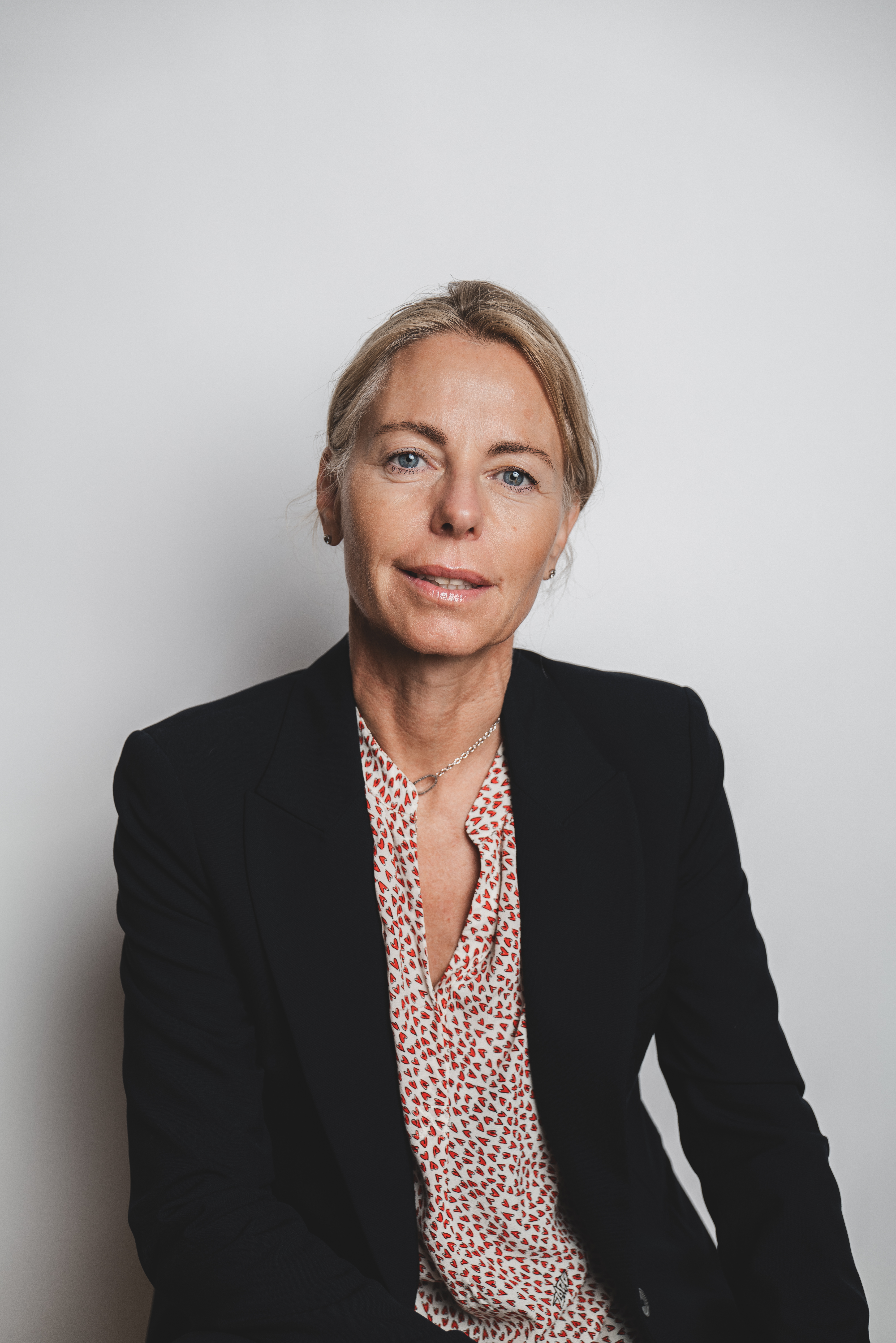
Claudia Raffelhüschen (2023)

Claudia Raffelhüschen (* 7. November 1968 in Köln) ist eine deutsche Politikerin (FDP). Sie war von 2021 bis 2025 Mitglied des 20. Deutschen Bundestages.

## Leben
Raffelhüschen hat an der Christian-Albrechts-Universität zu Kiel Volkswirtschaftslehre studiert. Nach dem Studium arbeitete sie zunächst als Beraterin im Fuhrparkmanagement in München und Stuttgart und zuletzt, nach mehrjähriger Erziehungspause, als Dozentin an der Steinbeis-Hochschule Berlin (Standort Freiburg) und der Verwaltungs- und Wirtschaftsakademie Freiburg.
Raffelhüschen ist mit dem Ökonomen Bernd Raffelhüschen verheiratet und hat drei Kinder. Sie lebt in Freiburg.

## Politische Laufbahn
Seit 2020 engagiert sich Raffelhüschen bei der FDP. Sie kandidierte 2021 auf Listenplatz 17 der FDP Baden-Württemberg für den Bundestag. Da die Landesliste 16 Mandate errang und der Landtagsabgeordnete Christian Jung sein Mandat nicht annahm, rückte sie direkt nach am Legislaturperiodenbeginn für diesen nach.
Raffelhüschen war als Abgeordnete Mitglied im Haushaltsausschuss und im Finanzausschuss des Deutschen Bundestages und Schriftführer. Darüber hinaus war sie Mitglied im Rechnungsprüfungsausschuss sowie stellvertretendes Mitglied im Familienausschuss.
Anfang Juli 2024 kündigte Raffelhüschen an, nicht für die Wahl zum 21. Deutschen Bundestag zu kandidieren.
Raffelhüschen ist Mitglied im Aufsichtsrat der Deutsche Gesellschaft für Internationale Zusammenarbeit (GIZ) und im Kuratorium von Plan International Deutschland.